# Santiago (Tavira)
Santiago ist ein Ort und eine ehemalige Gemeinde (Freguesia) im portugiesischen Kreis Tavira. Die Gemeinde hatte 6282 Einwohner (Stand 30. Juni 2011).
Am 29. September 2013 wurden die Gemeinden Tavira (Santiago) und Tavira (Santa Maria) zur neuen Gemeinde União das Freguesias de Tavira (Santa Maria e Santiago) zusammengeschlossen.